# Gehrden (Winsen)
Gehrden ist ein Ortsteil von Winsen (Luhe) im Landkreis Harburg in Niedersachsen. Der Ort hat 251 Einwohner (Stand: 31. Dezember 2017; 2014: 262).

## Geschichte
Gehrden wurde 1478 als Flurname tho den Geerden erwähnt. Im Jahr 1769 wurden dort vom Herzogtum Braunschweig-Lüneburg sechs Bauern angesiedelt. Das Ziel war ursprünglich nur, Ackerland zu betreiben. Ursprünglich befand sich die Siedlung in der Straße Saatgehrden. Später breitete sich Gehrden am Deich aus.

## Politik
Die Ortsvorsteherin ist Renate Buchholz.

## Verkehr
Auf dem Gehrdener Deich verläuft die Kreisstraße 86, sie ist die heutige Hauptstraße. Gehrden befindet sich ausschließlich auf der Nordseite des Deiches. Die Kreisstraße führt im Osten nach Winsen und im Westen nach Achterdeich und Stelle. Nach Norden wird Gehrden durch den Geestwiesenweg mit Hoopte verbunden.
Südlich von Gehrden verläuft die Bahnstrecke Lehrte–Hamburg-Harburg parallel zum Deich. Von der Hauptstraße zweigt die Kreisstraße 8 nach Ashausen ab. Dort befindet sich der nächstgelegene Bahnhof, der vom Metronom bedient wird.
Eine Busanbindung erfolgt über die Linien 4632, 4661, 4663, 4664 und 4714, die von der KVG Stade im Tarifverbund des HVV betrieben werden. Der Busverkehr ist fast ausschließlich auf verschiedene Schulzentren ausgerichtet. Nur die Linie 4714 verfolgt ein anderes Ziel, das Airbus-Werk Finkenwerder.

## Natur
Die Umgebung von Gehrden ist heute noch von Weide- und Ackerland geprägt. Der Deichgraben ist über den Ashauser Mühlenbach mit der Seeve verbunden.